# Pennington Gap (Virginia)
Pennington Gap es un pueblo situado en el condado de Lee, Virginia  (Estados Unidos). Según el censo de 2010 tenía una población de 1.781 habitantes.

## Demografía
Según el censo del 2000, Pennington Gap tenía 1.781 habitantes, 811 viviendas, y 480 familias. La densidad de población era de 452,4 habitantes por km².
De las 811 viviendas en un 22,9%  vivían niños de menos de 18 años, en un 40,4%  vivían parejas casadas, en un 16,2% mujeres solteras, y en un 40,8% no eran unidades familiares. En el 37,5% de las viviendas  vivían personas solas el 16,8% de las cuales correspondía a personas de 65 años o más que vivían solas. El número medio de personas viviendo en cada vivienda era de 2,15 y el número medio de personas que vivían en cada familia era de 2,84.
Por edades la población se repartía de la siguiente manera: un 20,5% tenía menos de 18 años, un 7,2% entre 18 y 24, un 25,4% entre 25 y 44, un 25,3% de 45 a 60 y un 21,6% 65 años o más.
La edad media era de 42 años.  Por cada 100 mujeres de 18 o más años  había 74,6 hombres.
La renta media por vivienda era de 18.056$ y la renta media por familia de 27.875$. Los hombres tenían una renta media de 27.885$ mientras que las mujeres 18.625$. La renta per cápita de la población era de 13.742$. En torno al 28,3% de las familias y el 31,3% de la población estaban por debajo del umbral de pobreza.

## Localidades adyacentes
El siguiente diagrama muestra a las localidades más próximas a Pennington Gap.